# 第12958號行政命令

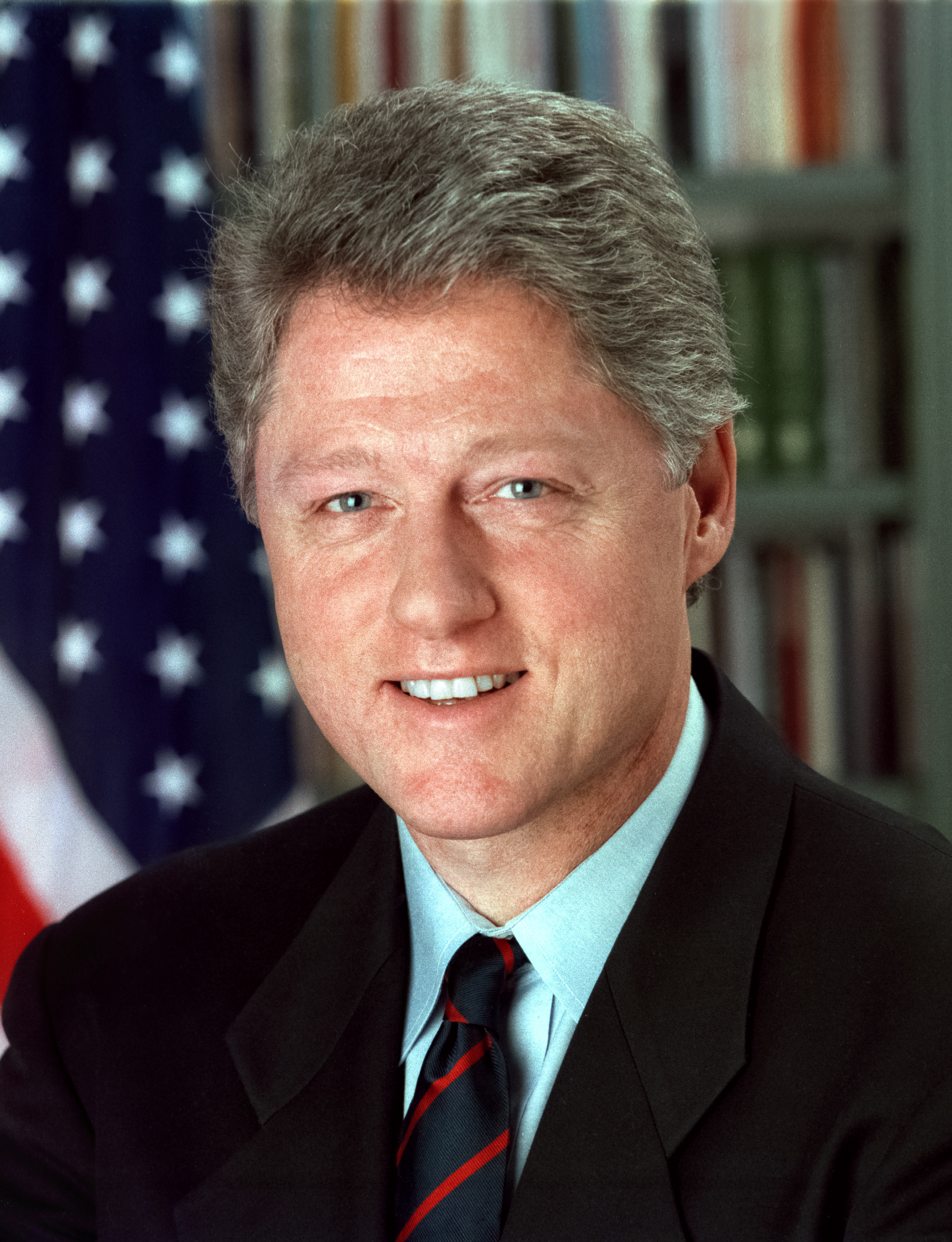
柯林頓

美国總統令第12958號由美國總統柯林頓於1995年4月17日簽署，屬於機密文件解密法，命令主要表述：
1. 政府新的机密文件的解密期限为10年。
2. 超過25年以前的机密文件除了特例外自动解密。

第12958号总统命令中规定了美國国家機密的解密制度，与之前第12356号行政命令相比，解密制度有了較重大变化。
之前第12356号行政命令规定的解密制度有两种：系统解密和强制解密；由于该行政命令规定了不确定的保密期限，解密由秘密的产生机关任意确定，导致了解密不及时，解密审查成本过高。除继续保留系统解密审查和强制解密审查制度外，第12958号行政命令主要額外增加了自动解密措施，意在更有效地对历史资料加以解密公開促进历史研究的資料利用效率。

## 社會影響
由於該法案的影響導致21世紀後有一大批FBI和警方的不明飛行物目擊報案報告被公佈，讓許多飛碟迷和陰謀論家取得大量材料研究，故美国總統令第12958號在許多場合變得常被提及，甚至被部分小說家和陰謀論家編入陰謀論或小說故事中。

## 取代
此行政命令於2003年5月25日被小布希總統簽署新的行政命令13292所取代。有關行政命令亦適用於由歐巴馬2009年12月22日簽署的行政命令13526。